# Gastro-oesofageale reflux
Gastro-oesofageale reflux is het verschijnsel van (periodiek) terugvloeien van maagzuur in de slokdarm (oesofagus). Andere benamingen voor de symptomen die op kunnen treden zijn brandend maagzuur of zuurbranden.

## Verschijnselen
De bekendste verschijnselen zijn het proeven van maagzuur in de mond, pijn achter het borstbeen en slikproblemen.

## Oorzaak
De overgang van de slokdarm naar de maag, waar de slokdarm door het middenrif heen gaat (hiatus oesophageus) maakt een scherpe hoek, de hoek van His. Als de maag gevuld wordt, trekt het middenrif zich samen en drukt de maaginhoud de bovenkant van de maag omhoog, waardoor de hoek van His scherper wordt en als een soort klep gaat functioneren, en voorkomt dat maaginhoud terug de slokdarm in kan stromen. Dit mechanisme wordt ondersteund door de zwaartekracht (in verticale houding) en de spierlaag in het onderste eind van de slokdarm. 
Als de afsluitende functie van deze klep is verstoord, bijvoorbeeld bij een middenrifbreuk (hernia diaphragmatica), dan kan het maagzuur bij drukverhoging in de buik, bijvoorbeeld bij hoesten of bukken, gemakkelijker terug de slokdarm in lopen. Dit treedt eerder en sterker op wanneer iemand plat op zijn rug ligt, omdat dan de zwaartekracht niet meer mee helpt om het zuur in de maag te houden.

## Voorkomen
Refluxklachten komen wereldwijd veel voor, met name in de westerse wereld. 25% van de bevolking ervaart maandelijks zuurbranden, 12% wekelijks, en 5% dagelijks.
Incidentele gastro-oesofageale reflux komt bij alle gezonde personen voor, omdat de afsluiting aan de onderkant van de slokdarm net boven de maag niet altijd goed werkt. 78% van de patiënten met refluxziekte heeft ook refluxsymptomen in de nacht, wat slaapproblemen en arbeidsproductiviteitsvermindering kan geven.
Bij mensen met een verstandelijke beperking komt frequente gastro-oesofageale reflux vaak voor; bij een IQ beneden de 50 heeft wel 52% er last van; als er ernstige bijkomende beperkingen zijn wordt dit 70% of nog hoger. Doordat de baarmoeder bij zwangere vrouwen veel ruimte in de buik inneemt geeft dat drukverhoging die ook de druk in de maag verhoogt en zo de kans op reflux verhoogt. Ook bij baby's in het eerste jaar treedt vaak reflux op. Zeker bij zuigelingen die liggend drinken kan dit betekenen dat de maaginhoud vrij in- en uit de slokdarm kan stromen. Dat geeft zeker bij het drinken een pijnlijke irritatie.
Refluxklachten komen zeer veel voor: maagzuurremmers vormen van alle geneesmiddelen een van de grootste kostenposten in Nederland.

## Behandeling
Als reflux zo nu en dan optreedt dan is dat een normaal verschijnsel dat weliswaar hinderlijk is maar geen behandeling nodig heeft. Als er veelvuldig klachten door ontstaan of als er schade optreedt aan het slijmvlies van de slokdarm, dan spreekt men van refluxziekte, en is er vaak wel behandeling nodig.